# フランツ・クリューガー
フランツ・クリューガー（Franz Krüger、1797年9月10日 - 1857年1月21日）はドイツの画家。

## 略歴
ザクセン＝アンハルト州のGroßbadegastの貴族の家に生まれた。近くの町に住む鳥類学者のヨハン・フリードリヒ・ナウマンと友人であったことが、動物画家となることに影響した。デッサウでの学生時代に風景画家のカール・コルベと知り合った。1812年からベルリンのプロイセン美術学校で学び、プロイセン王室の厩舎などで生き物を描くことで、腕を磨いた。1818年に、戦争や狩猟を描いた絵を始めて出展し、プロイセン王室のアウグスト・フォン・プロイセンや軍人のアウグスト・フォン・グナイゼナウを描いたことで肖像画家としての評価を高めた。
1825年にプロイセン王立芸術アカデミー の教授、正規会員に任じられた。ロシア宮廷やハノーファーやシュヴェリーンへ何度も旅した。1846年にはパリへも旅し、ロマン主義の画家、ウジェーヌ・ドラクロワとも会った。1848年の革命の後、デッサウに戻るが、1855年のパリの世界展に参加した。
弟子にはカール・シュテフェックがいる。

## クリューガーの作品
- 乗馬をする中年のヴィルヘルム王子
- ロシアの胸甲騎兵(1839)
- フリードリヒ・ヴィルヘルム4世